# Justin Balette
Justin Balette, né le 3 novembre 1852 à Arcizac-ez-Angles dans les Hautes-Pyrénées et décédé à l'âge de 65 ans le 20 janvier 1918 à Tokyo, est un missionnaire français des missions étrangères de Paris.

## Biographie
Né dans une famille d'agriculteurs le même jour que l'empereur Meiji du Japon, Balette entre au Petit-séminaire de Saint-Pé-de-Bigorre le 1er mai 1873 sous la direction du Père Mariotte. Il s'y distingue par sa piété, son ardeur à l’étude, ainsi que par ses aptitudes aux exercices physiques. À 18 ans, en 1871, la guerre franco-allemande faisant rage, il décide de se porter volontaire au service militaire. Il est jugé apte au bureau de recrutement de Tarbes où il se présente mais l'armistice annoncée, il n'est pas enrôlé. 
En 1873, il demande et obtint son admission au séminaire des missions étrangères. Ordonné prêtre le 23 décembre 1876, il est désigné comme l'un des trois missionnaires adjoints au vicaire apostolique, Mgr Pierre-Marie Osouf, premier archevêque de Tokyo en 1891. Ils arrivent au Japon le 3 février 1877.  

### Au Japon
Justin Balette utilise d'abord sa connaissance du latin pour enseigner les rudiments de cette langue aux élèves du Petit-séminaire d’Ogawamachi dans le quartier de Kanda à Tokyo. Il est ensuite envoyé à Hakodate sur l'île d'Hokkaido. Il s'y trouve avec le père Pettier lorsqu'éclate un incendie qui détruit presque entièrement la ville, dont son habitation et ses effets personnels. 
Cet incident n'entame cependant nullement son envie d'étudier les caractères de la langue japonaise, au détriment même de l'apprentissage par le dialogue. Appelé à Niigata pour seconder le père Mugabure, Balette s'y rend en portant ses bagages dans un grand morceau de toile et en faisant une bonne partie du trajet à pied. Après un court séjour à Tokyo en 1882 auprès du père Evrard, il revient à Niigata en 1883 avant de définitivement retourner à Tokyo en 1884. L'année suivante, Mgr Osouf le nomme à la tête de la paroisse du quartier de Honjo. 
Cette mission fondée par les pères Langlais et Faurie sur un terrain d’environ 3,3 km², acheté au prix de 350 yen, est alors située dans le quartier le plus pauvre de la ville. Les rares chrétiens qui s'y trouvent, surtout des ouvriers et d'anciens samouraïs, fréquentaient la paroisse d’Asakusa, avant qu’une chapelle provisoire n’eût été érigée en 1878 à l’emplacement de la nouvelle mission. Après l'installation de Balette en 1885, le quartier de Honjo devint le champ spécial d’apostolat du missionnaire.
Très aimé de ses ouailles, il se plaît à noter l'union fraternelle qui les relie et leur zèle pour la conversion des païens. Quatre chefs de famille lui prêtaient leur demeure pour y organiser des conférences publiques. En 1888, la paroisse compte déjà 500 chrétiens. Le père Balette procède cette année à 108 baptêmes d'adultes. Il installe ensuite une petite école que fréquentent environ 150 élèves. La municipalité qui manque de locaux scolaires suffisamment aménagés, favorise cet établissement, lui envoie des élèves, et lui fournit ce qui est nécessaire. Le missionnaire pouvait après les classes faire le catéchisme aux enfants, et amener ceux d’entre eux, qui y étaient autorisés par leurs parents, à assister à la messe le dimanche. Mais malgré cette bienveillance des autorités, la mission souffrait de l'opposition silencieuse de la population, le père Balette se faisait parfois insulter et on essayait même de le voler.
En dépit de ce contexte difficile, la communauté chrétienne du père Balette était suffisamment nombreuse pour que l'on songe à lui bâtir une église à la place de la petite chapelle de style japonais existante. Justin Balette se donne alors beaucoup de mal pour réunir les fonds et, afin de réduire les coûts, ne fait pas appel à un entrepreneur, choisit lui-même les matériaux et supervise les travaux. Commencée en 1897, la petite église de style ogival, qui devait être dédiée aux vingt-six martyrs du Japon, est bénite par Mgr Osouf le dimanche de la Sainte Trinité 1898. En 1901, le père Balette baptise à l’article de la mort le charpentier qui l’avait aidé dans la construction et qu’il avait au cours des travaux essayé de convertir, mais en vain. 
En 1905, après la guerre russo-japonaise, le peuple japonais se juge frustré dans ses ambitions et organise des émeutes contre les intérêts des puissances étrangères. Le 5 septembre 1905, les églises sont attaquées, malgré l'intervention de la police. Dans le quartier de Honjo, un édifice protestant américain et le poste de la mission catholique sont détruits. Justin Balette, prévenu de l'imminence du danger, part en emportant les saintes espèces. Le soir même, son église, son école et sa maison sont la proie des flammes.
Après cet incident, l'archevêque juge prudent de remplacer le missionnaire français de Honjo par un prêtre japonais. La vitalité de la communauté chrétienne qu'a fondée le père Balette n'est cependant pas affectée et compte 785 membres en 1918. Il s'occupe ensuite de différentes missions : celle de Mito, d’où il est chassé par un incendie qui ravage une grande partie de la ville et détruit les bâtiments de la mission ; celle de Toyama, où il se trouve en 1907. Rappelé à l’archevêché, il enseigne le latin aux séminaristes et emploie sa connaissance des caractères japonais pour enrichir le dictionnaire japonais-français du père Lemaréchal.
Le père Balette est ensuite nommé de manière définitive à la paroisse japonaise de Wakabacho de Yokohama mais il attrape une néphrite après avoir dormi dans une chambre sans feu, porte et fenêtres ouvertes le 4 janvier. Le 19 janvier, il se confesse pour recevoir la communion le lendemain. Le 20 janvier au matin, peu avant sept heures, il se trouve soudainement très mal et appelle son voisin de chambre qui fait mander le médecin de l’hôpital Saint-Luc situé en face de la mission. Justin Balette réussit à se rendre à l'église afin de chercher les saintes huiles et, à peine de retour, il meurt avant l'arrivée du médecin. Il est enterré au cimetière d'Aoyama.